# Un intrús en el joc
Un intrús en el joc (títol original: Attention, les enfants regardent) és una pel·lícula de França dirigida per Serge Leroy, el 1978. Ha estat doblada al català.

## Argument
En una sumptuosa villa de la Costa Blava, viuen dos germans i dues germanes; Marlène, la gran, els seus germans Dimitri i Boule, i Laetitia la petita. Els seus pares, sovint en desplaçament de llarga durada per raons professionals, els han confiat a la seva governanta espanyola Avocados. Una tarda, mentre els nens es troben a la platja amb Avocados, provoquen accidentalment que s'ofegui. Malgrat aquest accident, guarden la seva sang freda, tornen calmement a la villa i aprofiten alegrement l'absència de la governanta. No obstant això, un desconegut (Alain Delon) que ha observat de lluny tota l'escena, amenaça de xantatge el petit grup i s'instal·la en la villa. A poc a poc, agafa l'ascendent sobre el grup i sobretot sobre les armes de caça presents a la casa, cosa que no aprecia gaire Marlène esdevinguda malgrat ella el cap de família.

## Repartiment
- Alain Delon: L'home
- Sophie Renoir: Marlène
- Richard Constantini: Dimitri
- Thierry Turchet: Boule
- Tiphaine Leroux: Laetitia
- Adelita Requena: Avocados
- Henri Vilbert: El guardià
- Françoise Brion: Mademoiselle Millard
- Danielle Volle: La mare
- Marco Perrin: Gendarme
- Ticky Holgado: Gendarme
- François Cadet: El bomber
- Paul Crauchet: l'amic pescador
- Michel Fortin: el xòfer del bus escolar